# Мода в Стародавньому Римі
Одяг у Стародавньому Римі, як правило, складався з туніки з короткими рукавами або без рукавів, довжиною до колін для чоловіків і хлопчиків, і довшої, зазвичай з рукавами, туніки для жінок і дівчат. У формальних випадках дорослі чоловіки-громадяни могли носити вовняну тогу, накинуту на туніку, а одружені жінки-громадянки носили вовняну мантію, відому як палла, поверх палантина, простого об'ємного одягу з довгими рукавами, який звисав до середини кроку. Одяг, взуття та аксесуари визначали стать, статус, звання та соціальний клас. Особливо це було помітно в особливому, привілейованому офіційному одязі магістратів, жрецтва та військових.
Деякі римляни намагалися здивувати і шокувати інших своїм одягом. Так, молоді римляни з заможних родин навмисно вдягали м'який жіночний одяг, наприклад, туніки з довгими рукавами, яскраві простирала та прозорі шовкові тоги. Філософи часто з'являлися в неохайному вигляді, в брудному, обірваному одязі і зношених плащах.
Тога вважалася римським "національним костюмом", привілейованим для римських громадян, але для повсякденної діяльності більшість римлян віддавали перевагу більш повсякденному, практичному і зручному одягу; туніка, в різних формах, була основним одягом для всіх класів, обох статей і більшості занять. Зазвичай вона виготовлялася з льону і за необхідності доповнювалася нижньою білизною або різними видами одягу для холодної або вологої погоди, такими як чоловічі штани, а також плащами, пальто і капелюхами. У холодних частинах імперії носили штани повної довжини. Більшість міських римлян носили туфлі, капці, черевики або сандалі різних типів; у сільській місцевості деякі носили калоші.
Більшість одягу була простою за структурою і основною формою, а його виготовлення вимагало мінімального крою і пошиття, але все вироблялося вручну і кожен процес вимагав майстерності, знань і часу. Прядіння і ткацтво вважалися доброчесними, ощадливими заняттями для римських жінок усіх станів. Заможні матрони, включаючи дружину Августа Лівію, могли демонструвати свої традиціоналістські цінності, виробляючи одяг домашнього прядіння, але більшість чоловіків і жінок, які могли собі це дозволити, купували одяг у спеціалізованих ремісників. Виробництво і торгівля одягом, а також постачання сировини для його виготовлення робили важливий внесок у римську економіку. По відношенню до загального прожиткового мінімуму навіть простий одяг був дорогим і багато разів перероблявся на нижчих щаблях соціальної шкали.
Римська правляча еліта видавала закони, покликані обмежити публічну демонстрацію особистого багатства і розкоші. Жоден з них не мав особливого успіху, оскільки та ж сама заможна еліта мала апетит до розкішного і модного одягу. Екзотичні тканини були доступні, але за певну ціну; шовкові дамаски, напівпрозорі марлі, золототкані тканини та складні вишивки; а також яскраві, дорогі барвники, такі як шафрановий жовтий або тірійський пурпур. Однак не всі барвники були дорогими, і більшість римлян носили барвистий одяг. Чистий, яскравий одяг був ознакою респектабельності та статусу серед усіх соціальних класів. Застібки та брошки, що використовувалися для закріплення одягу, такого як плащі, надавали додаткові можливості для особистого прикрашання та демонстрації.

## Міський одяг
Римське суспільство було розділено на кілька класів і чинів, якими керували заможні землевласники-аристократи. Навіть найнижчий ступінь громадянства мав певні привілеї, наприклад, право голосувати за представництво в уряді. У традиціях і законі місце особистості в громадянській ієрархії — або поза нею — повинно бути негайно проявлене в їх одязі. Розташування місць у театрах та іграх забезпечувало цей ідеалізований соціальний порядок з різним ступенем успіху.
У літературі та поезії римляни були ген-тогатами («тогаті»), що походили від жорстокого, маскулінного, благородного селянства працьовитих чоловіків і жінок, що носили тогу. Витоки тоги невизначені; можливо, вона зародилася як простий, практичний одяг і ковдра для селян і скотарів. Це зрештою стало офіційним одягом для чоловіків; в той же час, респектабельні громадянки носили столу. Мораль, багатство і репутація громадян піддавалися офіційному контролю. Громадяни чоловічої статі, які не дотримувались мінімального стандарту, могли бути знижені в ранзі і позбавлені права носити тогу; жінкам-громадянкам так само могло бути відмовлено у столах. Таким чином, поважних громадян та громадянок можна було відрізнити від вільних, іноземців, рабів і осіб із негативною репутацією.

### Туніка
Одним з основних елементів одягу в Стародавньому Римі була туніка (лат. tunica). Вона мала вигляд перегнутого навпіл прямокутного шматка тканини, закріпленого на плечах як грецький хітон. Вона могла бути з рукавами чи без. Чоловічі туніки були довжиною до колін, а жіночі — до щиколотки. У деяких східних регіонах імперії робили спеціальний отвір для шиї. Більшість чоловіків-робітників носили туніки з короткими рукавами й підперезувалися вузькими поясами чи мотузками. Туніки бідняків і рабів виготовлялися з темніших білих відтінків, часто сірих, а їх довжина залежала від типу роботи.[джерело?]
Деякі традиціоналісти вважали, що туніки з довгими рукавами лише для жінок, а на чоловіках такі туніки були знаком їхньої жіночності, що означала глибоке приниження. Короткі та неоперезані туніки — вважались ознакою рабства. Однак туніки з довгими рукавами та вільно підперезані були модними серед знаті і були прийняті деякими чоловіками (наприклад, Юлієм Цезарем). Сенатори та кавалерія носили туніку з двома пурпуровими смужками (клаві), уплетеними вертикально в тканину. Ширина смуги відповідала статусу особи. Для комфорту й захисту від холоду римляни одягали під грубу туніку ще й м'яке спіднє чи субукулу (лат. subucula). Наприклад, імператор Август, який не мав міцної статури, носив аж до чотирьох тунік. Розкішні туніки вишивалися з коштовної тканини вишуканого кольору та інколи оздоблювались орнаментами.

### Тога
Вважається, що в ранньому періоді формування Римської імперії тогу носили всі. Однак згодом жінки почали одягати столу. За часів республіки тога стала офіційним чоловічим одягом для громадян. Особам без громадянства заборонялося її носити. Хлопчики могли одягнути тогу лише в зрілому віці (16 років, пізніше — 15).
Тога віриліс (лат. toga virilis — «тога зрілості») являла собою напівеліпс із білої вовняної тканини завширшки 1,8 метрів і завдовжки до 6 метрів. Драпувалась навколо торсу через ліве плече так, що руки лишались вільними. Зазвичай її носили поверх білої лляної туніки. Для звичайних громадян вона була природного білого відтінку, а для сенаторів — білосніжного. Імператорська тога (лат. toga purpurea) мала широкі пурпурові краї й носилась поверх туніки з двома вертикальними пурпуровими смугами. Її також могли вдягати шляхетні та вільнонароджені юнаки.
Починаючи від II століття до н. е., знать почала надавати перевагу довгим тогам, які не були придатні для ручної роботи чи активного відпочинку. Тоги були дорогими, важкими і швидко забруднювались. Їх потрібно було чистити та правильно одягати. Найкраще вони підходили для офіційних процесій, ораторських виступів, візитів до театру чи цирку, а також для самовираження серед однолітків і підлеглих. Ці ранні ранкові, офіційні «зустрічі привітання» були невід'ємною частиною римського життя, в якому клієнти відвідували своїх покровителів, конкуруючи за послуги або інвестиції в комерційні підприємства. Клієнт, добре і правильно одягнений, проявляв цим повагу до себе і свого покровителя і міг виділитися серед натовпу. Покровитель міг забезпечити всю свою сім'ю, своїх друзів, вільних людей, навіть своїх рабів, елегантним, дорогим і непрактичним одягом, що підкреслював стан усієї сім'ї як «почесного дозвілля» (otium), що підтримується безмежним багатством.
Плебеї одягали тогу лише під час святкових чи урочистих подій. Деякі імператори намагалися змусити використовувати тогу як публічне вбрання справжніх римлян, але жоден у цьому не досяг значних успіхів. Аристократія одягала її як знак свого престижу, але згодом відмовилась від неї на користь більш зручного і практичного паллію.

### Стола і палла
Окрім тунік, жінки, які вступили в шлюб, мали простий одяг, відомий як стола (stola), що мав підкреслювати традиційні чесноти римлянок, особливо скромність. На початку Римської республіки носіння столи було прерогативою дружин патриціїв. Незадовго до Другої Пунічної війни право на носіння столи поширилось на плебейських матрон, а також на вільних жінок, які отримали статус матрони через шлюб із громадянином. Стола зазвичай складалась із двох прямокутних сегментів тканини, з'єднаних збоку з фібулами та кнопками, таким чином, щоб одяг мав елегантні складки, що приховували б фігуру.
Поверх столи жінки-громадянки часто носили паллу, вид прямокутної шалі до 3.3 метрів завдовжки, та 5 — завширшки. Її можна було носити як пальто або загорнути на ліве плече, під праву руку, а потім над лівою рукою. На вулиці матрони підв'язували волосся вовняними смугами (філе, або вітае). Жінки приховували обличчя від чоловічих поглядів за вуаллю. Палла також могла слугувати капюшоном. У двох стародавніх літературних джерелах згадується використання кольорової смуги чи окантовки (лімбу) на жіночій «мантії» або на подолі їхніх тунік. Імовірно, це було ознакою їхнього високого статусу. За межами своїх будинків матрони мусили носити вуаль; матрону, яка з'явилась без неї, вважали такою, що відмовилася від свого шлюбу.

## Спідня білизна

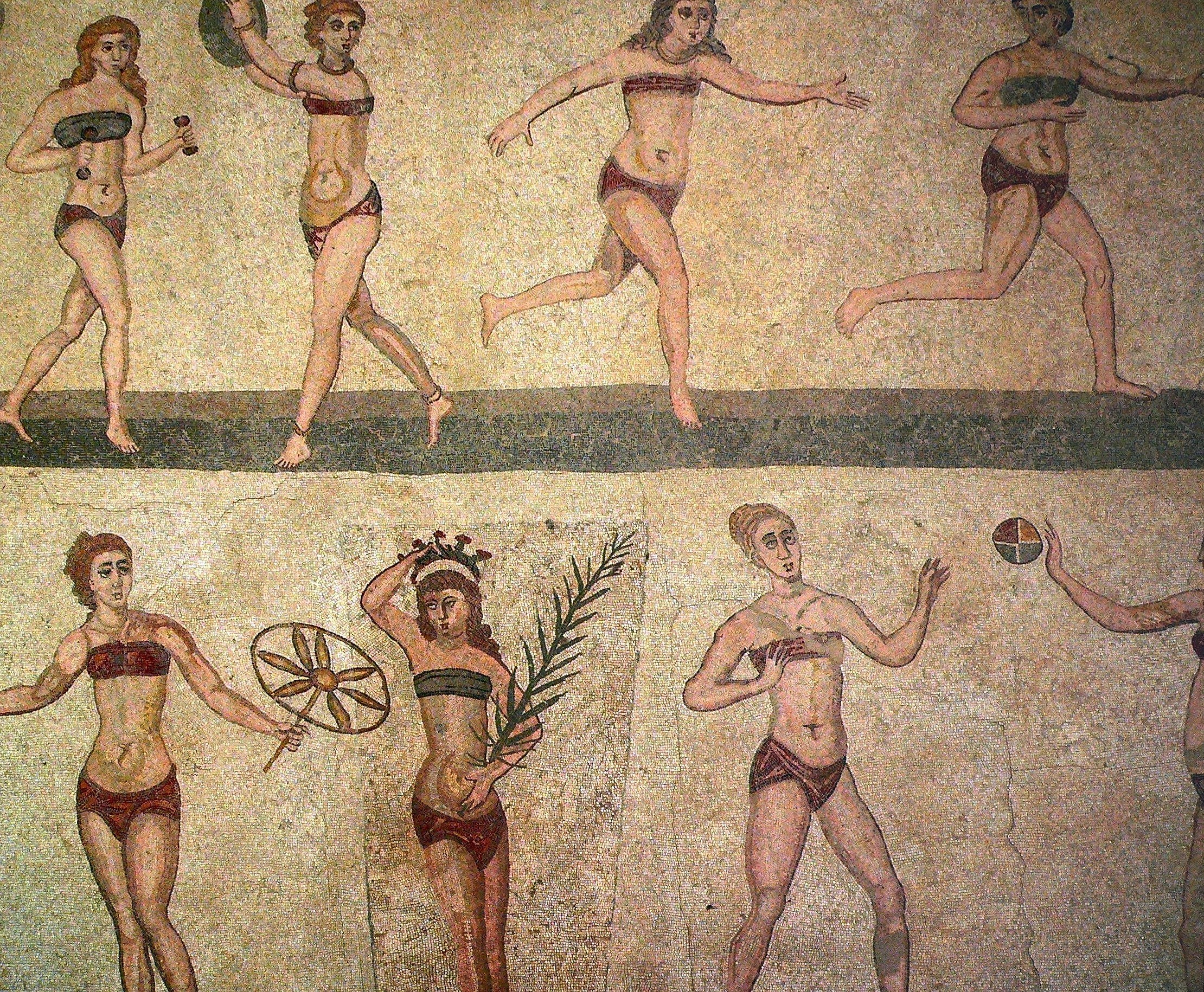
Антична сицилійська мозаїка із зображенням дівчат у бікіні. IV ст. до н. е.

Під тунікою часто носили настегнові пов'язки — сублігакулум. Раби, що займалися важкою роботою, носили лише їх. Жінки носили настегнові та нагрудні пов'язки, а деякі носили спеціальну білизну для роботи й дозвілля. Сицилійська мозаїка IV ст. до н. е. зображує кількох дівчат у бікіні, що виконують спортивні вправи. 1953 року в Лондоні під час розкопок було знайдено римське шкіряне бікіні.

## Дитячий одяг
Зазвичай римських немовлят сповивали. Доросліші діти носили зменшені версії дорослого одягу. Дівчата часто одягали довгу (найчастіше білу) туніку, що сягала стопи чи підйому. Вони оперезувались і дуже просто прикрашались. На вулиці дівчата могли носити дві туніки. У хлопчиків вони були коротшими. Діти також носили амулети, щоб захиститись від недоброго впливу, таких як пристріт і сексуальне хижацтво. Для хлопчиків амулетом була булла, що носилась на шиї. Для дівчаток — лунула. Дівчата в день шлюбу і хлопчики в повноліття одягали туніку ректа (лат. tunica recta).
Тога претекста (лат. toga praetexta) була формальним одягом благородних і вільнонароджених хлопчиків до досягнення ними статевої зрілості, коли віддавали її та буллу на збереження сімейній Ларі, одягаючи тогу віриліс. Відповідно до деяких римських літературних джерел вільнонароджені дівчата також могли її носити — або, принаймні, мали право носити — до шлюбу, коли вони підносили богині Фортуні в дар той одяг. У традиціоналістських сім'ях очікувалося, що неодружені дівчата носитимуть своє волосся скромно зв'язаним філе.
Попри такі спроби захистити цнотливість римських дівчат, існує мало (анекдотичних або художніх) доказів їх ефективності. Деякі неодружені дочки респектабельних сімей, схоже, насолоджувалися виходом на вулицю у вигадливому одязі, ювелірних виробах, парфумерії та косметиці; деякі батьки, прагнучи знайти найкраще і найбагатше можливе поєднання для своїх дочок, здається, заохочували їх.
Кавалерія одягала требею поверх білої туніки з двома вузькими вертикальними пурпурно-червоними смугами. Тога пулла, що використовується для трауру, була зроблена з темної вовни.

## Тканина

### Тваринні волокна
Вовна
Найчастіше римський одяг виготовлявся з вовни. Вівці Таранти славились якістю своєї шерсті, хоча римляни і покращувадли її через домішки. Також були відомі й Мілет у Малій Азії та Белгіка, яка обробляла важку та грубу вовну, придатну для зими. В основному використовувалась біла вовна. Потім її можна було пофарбувати чи відбілити. Для тоги пулла та робочого одягу використовувалась темна шерсть.
В областях і провінціях приватні землевласники тримали великі ділянки пасовищ, де велику кількість овець вирощували і стригли. Їхня шерсть була оброблена і виткана в спеціальних мануфактурах. Британія славилась своїми вовняними виробами, які включали різновид плащів (Birrus Brittanicus), тонкі килими та повстяні накладки для армійських шоломів.
Шовк
Китайський шовк був імпортований у значних кількостях ще в III ст. до н. е. Його купували в сирому вигляді римські торговці в карфагенських портах Тир і Бейрут, потім його ткали та фарбували.

### Тканини рослинного походження
Льон
Пліній Старший змальовує виробництво одягу з льону та конопель. Після збирання врожаю стебла рослин піддавалися ретенції, щоб послабити зовнішні шари та внутрішні волокна, потім їх обдирали, розтирали та розгладжували. В результаті з'являвся витканий одяг. Льон вирощувався різних сортів і якості. За словами Плінія найкращий білий був імпортований з Тарраконської Іспанії.
Інші
Бавовна через східно-європейські порти імпортувалась з Індії. Сира бавовна іноді використовувалась для оббивки. Видаливши насіння, бавовну обробляли та вплітали в м'яку і легку тканину для виготовлення літнього одягу. Вона була зручнішою, ніж вовна, і дешевшою за шовк, і на відміну від них могла бути яскраво пофарбована, тому їх поєднували для отримання яскраво-кольорової, м'якої, але щільної тканини. Високоякісну тканину ткали зі стебел кропиви. Волокна макових стебел іноді переплітали з льоном, щоб отримати гладку, легку та пишну тканину.

## Виробництво
Виготовлений одяг був доступний усім станам за різною ціною. Наприклад, новий плащ для звичайної людини становив від трьох до п'яти річних витрат на шиття. Одягом користувались, допоки він не ставав лахміттям. Однак деякі ремісники (лат. centonarii) заробляли на життя пошивом одягу з перероблених клаптиків тканини. За можливості рабині на фермах мусили ткати шерстяну одежу як для рабів, так і для керівництва.
Більшість простого люду забезпечували себе одягом самотужки. Для більшості жінок чесання, прядіння, плетіння було частиною щоденного домашнього господарства. Люди із середніми чи низькими прибутками могли доповнити свій заробіток прядінням і продажем пряжі чи плетінням тканини.
У будинках багатіїв і традиціоналістів були сімейні вовняні кошики, веретена і ткацькі верстати розміщувалися в напівпублічній зоні — атріумі. Таким чином демонструвалось працелюбство і бережливість, значною мірою символічність і моральна діяльність для їх класу, а не практична необхідність. Август дуже пишався тим, що його дружина і дочка показували найкращий приклад іншим римським жінкам, прядучи його одяг. Вважається, що невістки з високого соціального класу виготовляли собі весільний одяг, використовуючи традиційний вертикальний ткацький верстат.
Більша частина одягу і тканини виготовлялась професіоналами, які були захищені гільдіями, що були визнані місцевою владою і регулювалися нею.